# Бомбей-Хук
Бомбей-Хук (англ.  Bombay Hook National Wildlife Refuge) — национальный резерват дикой природы в США в округе Кент штата Делавэр. Площадь резервата — 15 978 акров (64,66 км²). Расположен вдоль восточного побережья округа Кент, в заливе Делавэр. Был основан 16 марта 1937 года как убежище и место размножения перелётных и зимующих водоплавающих птиц вдоль Атлантического пролётного пути. Территория была приобретена у местных землевладельцев на средства Федеральной утиной марки.

## Дикая природа и охраняемые виды
По состоянию на 2009 год, eBird зарегистрировал 302 вида птиц в Национальном заповеднике дикой природы Бомбей-Хук. Чаще всего, особенно рано утром и поздно вечером, можно увидеть американского кролика, лесного сурка, каролинскую белку, рыжую лисицу и белохвостого оленя.